# Still/Born
Still/Born è un film horror canadese diretto e co-sceneggiato da Brandon Christensen. Il film ha come protagonisti Christine Burke e Jesse Moss nei panni di genitori che hanno appena dato alla luce due gemelli, di cui uno nato morto. Il film è stato presentato per la prima volta il 29 aprile 2017 durante l'Overlook Film Festival. L'opera ha ricevuto un'accoglienza prevalentemente favorevole dalla critica, che ha lodato soprattutto la performance di Christie Burke.

## Trama
Mary e Jack sono appena diventati genitori di un bambino; il parto tuttavia era gemellare ed ha dato alla luce un bambino morto. In seguito alle dimissioni di mamma e bambino dall'ospedale, la famiglia si trasferisce in una villa enorme e molto costosa: Jack ha un ottimo lavoro che continua a portare avanti, mentre Mary ha deciso di fare la casalinga a tempo pieno. Le cose sembrano andare normalmente: la coppia cerca di tornare immediatamente ad una vita normale, e Mary fa amicizia con la vicina di casa Rachel, tuttavia la donna proprio non se la sente di sbarazzarsi della seconda culla, quella che avrebbe dovuto accogliere il bambino nato morto. Una sera, Mary sente il suo bambino piangere in maniera sovrumana attraverso uno speaker: accorsa sul posto non trova tuttavia nulla di strano. Qualcosa di simile accade anche la notte successiva, quando le sembra di percepire una presenza nella camera di suo figlio.
Nonostante ciò, Mary cerca di creare un buon rapporto con Rachel lasciando addirittura che il figlio dell'amica dorma insieme al suo, rifiuta che sua madre accorra lì per aiutarla e soprattutto rifiuta l'inito di Jack di rimuovere la seconda culla. La notte successiva, Mary ha addirittura un'allucinazione in cui vede del sangue nella seconda culla: a questo punto la coppia si precipita da uno psichiatra, a cui tuttavia Mary mente affermando di non avere avuto allucinazioni. Lo psichiatra consiglia alla coppia dunque di eliminare tutto ciò che può fare riferimento alla loro perdita e di concentrarsi sul bambino vivo; eliminati la culla ed altri oggetti, Jack fa inoltre posizionare delle telecamere per poter osservare cosa succede in casa mentre è via per affari, causando l'ira della moglie, che vorrebbe invece che lui non partisse per il suo imminente viaggio. La situazione peggiora quando la donna sente suo marito parlarle alle spalle mentre è in bagno, nonostante l'uomo neghi appunto di aver pronunciato parole in quel frangente.
Dopo aver tranquillizzato sua moglie ed averle fatto capire che questo viaggio è necessario per motivi economici, Jack parte, Mary incontra subito dopo Rachel, ma parlare con lei non fa altro che accrescere le sue preoccupazioni circa una potenziale infedeltà di Jack durante il viaggio. In serata Mary fa una videochiamata col marito durante la quale sembra andare tutto bene. Al termine della chiamata un vetro si rompe inavvertitamente, come se qualcuno l'avesse colpito. Mary chiama dunque la polizia, ma scopre che nessuno è entrato nella sua casa. Riguardando il video in cui il vetro si infrangeva, Mary vede tuttavia una figura demoniaca: la donna fa quindi delle ricerche su internet e scopre di una donna che aveva vissuto un'esperienza simile alla sua prima che la sua bambina sparisse nel nulla. Mary va a trovare la donna, e questa le rivela che nel suo caso fu una creatura demoniaca a rapire la piccola. La donna le fa ascoltare delle registrazioni che provano l'esistenza del demone e le rivela che l'unico modo di liberarsi della creatura è consegnarle un altro bambino: Mary pensa al figlio di Rachel, ma non ha il coraggio di agire.
Da quel momento, cose ancora più strane iniziano a succedere: Mary inizia a sentire chiaramente la voce del demone nella camera del demone provenire dalla camera del bambino o dallo speaker, e rimane addirittura chiusa fuori casa, ritrovandosi costretta a sfondare un vetro per rientrare. Quando Jack ritorna a casa la trova proprio in questo frangente, terrorizzata da quanto è appena accaduto. La notte successiva Mary addirittura non riesce a trovare il bambino nonostante questi sia ancora nella culla: dalla mattina dopo Mary cerca di dissimulare il tutto con un'apparente calma e compostezza, ma durante una videochiamata con sua madre esplode in un vero e proprio attacco isterico. Quel giorno stesso, mentre Mary sta per fare il bagno al bambino, la porta del bagno si chiude improvvisamente mentre l'acqua continua a scorrere: disperata, Mary rompe la porta con un'accetta ma quando sta per salvare il bambino interviene direttamente la creatura, che le appare con chiare sembianze di donna e la fa cadere dal parapetto delle scale. Mary si risveglia in ospedale, legata al letto: suo marito le mostra un video girato dalle telecamere in cui sembra che lei abbia deliberatamente tentato di uccidere il bambino e di suicidarsi. L'uomo è molto arrabbiato con lei, e pronuncia parole molto dure prima di andare via.
La situazione sembra calmarsi, Jack perdona Mary e le comunica che sua madre sta arrivando in aereo, e lei sembra quasi convincersi di essere impazzita. Quella sera, tuttavia, Mary assiste grazie alle telecamere a due avvenimenti terribili: il tradimento di suo marito con Rachel, il rapimento del bambino da parte del demone. Rachel scappa allora dall'ospedale e torna a casa, dove non c'è traccia né di suo marito né del bambino: la donna esce e va per strada, interrompendo e spaventando i suoi vicini nel bel mezzo di una festa in maschera. La donna inizia ad urlare contro Rachel e suo marito, accusandola di tradimento, e quando lei la spinge in casa sua per capire cosa sta succedendo Mary le punta contro un coltello. Rachel riesce a scappare via e chiedere aiuto, ma Mary nel frattempo si chiude nella camera del bambino intenzionata ad ucciderlo così da salvare la vita del proprio figlio. Molta gente si raccoglie intorno alle finestre della camera implorandole di desistere, e Rachel la mette addirittura in comunicazione con suo marito e sua suocera a tale scopo, ma quando il demone interrompe la conversazione Mary si decide a compiere il tremendo atto.
A quel punto un poliziotto le spara, ponendo fine al suo delirio. In seguito alla tragedia, Jack rimane dunque solo con il bambino e trova una registrazione in cui ascolta Mary parlare col demone: la creatura rivela di essersi già nutrita del primo bambino e di aver percepito un sapore così buono da aver deciso di nutrirsi anche dell'altro, e soprattutto che uccidere un altro bambino sarebbe stato l'unico modo per liberarsi di lei. A quel punto Jack scappa dal bambino e scopre che non è nella culla.

## Accoglienza

### Incassi
Il film ha incassato 703.684 dollari in tutto il mondo.

### Critica
Il film ha ottenuto un'accoglienza positiva dalla critica professionista. La piattaforma Rotten Tomatoes gli assegna il 67% degli apprezzamenti sulla base di 21 recensioni, e nel commento che il sito associa a tale valutazione si legge: "Still/Born pone un'intrigante spinta psicologica in una storia da classico horror sovrannaturale, elevata dall'ottima esecuzione dell'attrice Christie Burke". Su Metacritic il film ha invece ottenuto un punteggio di 63 su 100.